# Ack, döden haver hädanryckt
Ack, döden haver hädanryckt är en gammal psalm i ursprungligen sju verser av okänt upphov (anges 1767 vara av A.M.D). Frans Michael Franzén omarbetade texten grundligt med bibehållen titelrad, och vid publiceringen i 1819 års psalmbok, där den har nummer 344, återstår bara fyra av verserna.
Psalmen inleds 1695 med orden:
Ach! döden hafwer hädanryckt
Min man ifrån min sida
Melodin är enligt Koralbok för Nya psalmer, 1921 (tillägget till 1819 års psalmbok) komponerad av Burkhard Waldis 1553.

## Publicerad i
- 1695 års psalmbok som nr 331 under rubriken "Enkiors och Faderlösas Böne-Psalm".
- 1819 års psalmbok som nr 344  under rubriken "Med avseende på särskilda personer, tider och omständigheter: Makar, föräldrar, barn: Vid en makas död".
- 1937 års psalmbok som nr IX bland "Psalmer att läsas vid enskild andakt" under rubriken "Vid en makes död".